# ویرا سیلنتی
ویرا سیلنتی (انگلیسی: Vira Silenti؛ ۱۶ آوریل ۱۹۳۱ – ۱ نوامبر ۲۰۱۴) یک هنرپیشه اهل ایتالیا بود. 
وی بازیگر فیلم‌های همچون توتو تارزان ، داستان یوسف و برادرانش و همینی‌ام که هستم بوده است.